# Teatr Mały w Warszawie (1945–1950)
Teatr Mały – teatr  w Warszawie otwarty 10 maja 1945 przy ul. Marszałkowskiej jako pierwszy powojenny teatr lewobrzeżnej Warszawy będący filią Teatru Powszechnego.
Do 1949 był jednym z pięciu Miejskich Teatrów Dramatycznych pod dyrekcją Jana Mrozińskiego. Od marca 1947 na jego scenie występowała Warszawska Estrada Poetycka. W latach 1949–1950 był drugą sceną Teatru Powszechnego. Na scenie Teatru Małego występowały również: Teatr lalkowy Towarzystwa Przyjaciół Dzieci „Baj” i scena poetycka dla młodzieży Nasz Teatr.
Teatr Mały został zamknięty w 1950.